# The Legend of Zelda (computerspel)
The Legend of Zelda (Japans: ゼルダの伝説, Zeruda no Densetsu) is een computerspel en een klassieker in het action-adventure-genre. De game werd ontwikkeld en uitgegeven door Nintendo. Het spel werd eerst uitgebracht in Japan op 21 februari 1986, als debuut voor het discsysteem van de Famicom. Een jaar later kwam de game, in cartridgevorm, uit in de Verenigde Staten op 22 augustus 1987 en in sommige landen in Europa op 27 november 1987. In Nederland verscheen de game in mei 1988. The Legend of Zelda werd oorspronkelijk gelanceerd op de NES (in Japan: Famicom), maar in 2004 kwam het spel ook uit op de Game Boy Advance (in Japan: Famicom Mini) en de Virtual Console in 2006.

## Het spel
De game speelt zich af in het middeleeuwse fantasieland Hyrule en richt zich op de jonge held Link, die Prinses Zelda moet redden van de kwaadaardige Ganon, door alle acht de fragmenten van de Triforce of Wisdom te verzamelen. De Triforce geeft de bezitter ervan een enorme kracht en elk fragment vertegenwoordigt een waarde: macht (later in de serie sterkte genoemd), wijsheid en moed.
Hyrule beschikt over acht ondergrondse labyrintische kerkers verspreid over de vier uithoeken van het koninkrijk, elk met een bepaalde vorm die wordt opgeroepen door hun naam: Eagle, Moon, Manji, Serpent, Lizard, Dragon, Demon en Lion, evenals een laatste kerker in Death Mountain, het hol van Ganon, dat eruitziet als een schedel. 
In het verhaal komt nog geen Hyrule-kasteel voor, dat werd in toekomstige delen van de serie geïntroduceerd.

## Ontwikkeling
The Legend of Zelda is ontworpen door Shigeru Miyamoto en Takashi Tezuka en ontwikkeld door Nintendo R&D4. De muziek in het spel is gecomponeerd door Koji Kondo.
Miyamoto gaf aan een avonturenspel te willen maken en haalde zijn inspiratie uit zijn jeugd, waarin hij onbekende omgevingen in de bossen nabij de stad Kioto verkende, tot hij verdwaalde, soms ontdekte hij een meer, soms een grot of een verlaten huis. Het spel is geïnspireerd op de fantasiewereld van de film Legend van Ridley Scott, uitgebracht in 1985. Miyamoto leent ook van Namco's The Tower of Druaga, waarbij de eerste versies van Zelda slechts een reeks ondergrondse kerkers waren.
Miyamoto werd vervolgens geïnspireerd door de wereldkaart in Hydlide, een actierollenspel van T&E Soft. The Legend of Zelda leent ook uit verschillende mythologieën: Link is een personage geïnspireerd door elven en Peter Pan uit Disney.

## Ontvangst
The Legend of Zelda werd zeer positief ontvangen in recensies. Men prees de graphics, muziek, gameplay en het verhaal. Het verscheen meermaals in lijsten van beste computerspellen ooit en wordt beschouwd als voorloper van het actierollenspelgenre (ARPG), hoewel men ook opmerkte dat het spel bepaalde elementen uit het rollenspelgenre mist, zoals ervaringspunten (XP).
Het werd een bestseller en ging in 1990 al miljoenen keren over de toonbank. Uiteindelijk is het spel wereldwijd ruim 6,5 miljoen keer verkocht. Door het commerciële succes van The Legend of Zelda kwamen er vele vervolgdelen uit als onderdeel van de Zelda-serie. Ook verschenen er talrijke spelseries gebaseerd op deze spelprincipes.
| Beoordeeld door                | Platform            | Datum            | Score |
| ------------------------------ | ------------------- | ---------------- | ----- |
| Gaming since 198x              | NES                 | 24 januari 2012  | 100%  |
| NES Times                      | NES                 | 18 december 2006 | 100%  |
| GamesCollection                | NES                 | 14 juni 2012     | 90%   |
| Video Games                    | NES                 | maart 1991       | 84%   |
| VideoGame                      | NES                 | april 1991       | 80%   |
| ASM (Aktueller Software Markt) | NES                 | februari 1988    | 75%   |
| Jeuxvideo.com                  | Game Boy Advance    | 12 juli 2004     | 75%   |
| GameSpot                       | Game Boy Advance    | 8 juni 2004      | 71%   |
| Legendra                       | Wii Virtual Console | 15 juli 2007     | 60%   |
| Legendra                       | NES                 | 15 juli 2007     | 60%   |

## Trivia
- Het spel is opgenomen in het boek 1001 Video Games You Must Play Before You Die van Tony Mott.
- Het is het tweede spel dat gebruikmaakt van een savegame middels een ingebouwde batterij in de spelcartridge. De voortgang van maximaal drie spellen kan worden opgeslagen.
- In 2021 werd een ongeopend exemplaar van het spel geveild op een Amerikaans veilinghuis en werd verkocht voor een recordbedrag van 870.000 dollar (ruim 732.000 euro).[2] Enkele dagen later werd het record opnieuw verbroken door het spel Super Mario 64 uit 1996.